# Excelsior United: Six bands, twelve songs, one label
Excelsior United: Six bands, twelve songs, one label is een verzamelalbum van Excelsior Recordings uit 1996.

## Opnamen
Excelsior Recordings was opgericht in 1996 en bracht direct een flink aantal platen uit. In juni verschenen de albums Weeps van Daryll-Ann en Clean van Caesar. In juli zou de ep Cherry blossom van Benjamin B uitkomen. In november stonden ten slotte uitgaven gepland van Et maintenant…le rock van Scram C Baby en Johan van Johan. Ook had het label de eerste opnamen van de Friese band Simmer al binnen, waarvan het album Mothertongue uiteindelijk pas halverwege 1997 zou verschijnen.
Om duidelijk te maken dat Excelsior Recordings snel bezig was zich te ontwikkelen tot een serieus label, besloot Ferry Roseboom eind juni 1996 een promotie-cd uit te brengen, om het label en de getekende bands te presenteren aan het publiek. Van ieder album werden twee nummers geselecteerd om op de verzamelaar te staan. De cd werd gratis verspreid onder pers en geïnteresseerden in een standaard kartonnen Excelsior-hoesje met daarop een sticker met de titel en tracklist.

## Nummers
1. Always share van Daryll-Ann
2. Everybody knows van Johan
3. Slumber away van Simmer
4. Cherry blossom van Benjamin B
5. No reply van Caesar
6. Kisses suzuki van Scram C Baby
7. Swing van Johan
8. K.A.R. van Benjamin B
9. Firefly van Caesar
10. Summerdaze van Daryll-Ann
11. R van Scram C Baby
12. Sulphur van Simmer